# Château de Charles-le-Téméraire
Le château de Charles-le-Téméraire ou château de Charolles est un ancien château fort, dont l'origine remonte au XIIIe siècle, qui se dresse sur la commune de Charolles, dans le département de Saône-et-Loire, en région Bourgogne-Franche-Comté. Au Moyen Âge il est le centre d'une des six châtellenies du comté de Charolais.

## Situation
Le château est situé en partie haute d'un éperon calcaire descendant en pente douce jusqu'au confluent de l'Arconce et de la Semence. De par sa position il permettait le contrôle du franchissement des rivières.

## Histoire

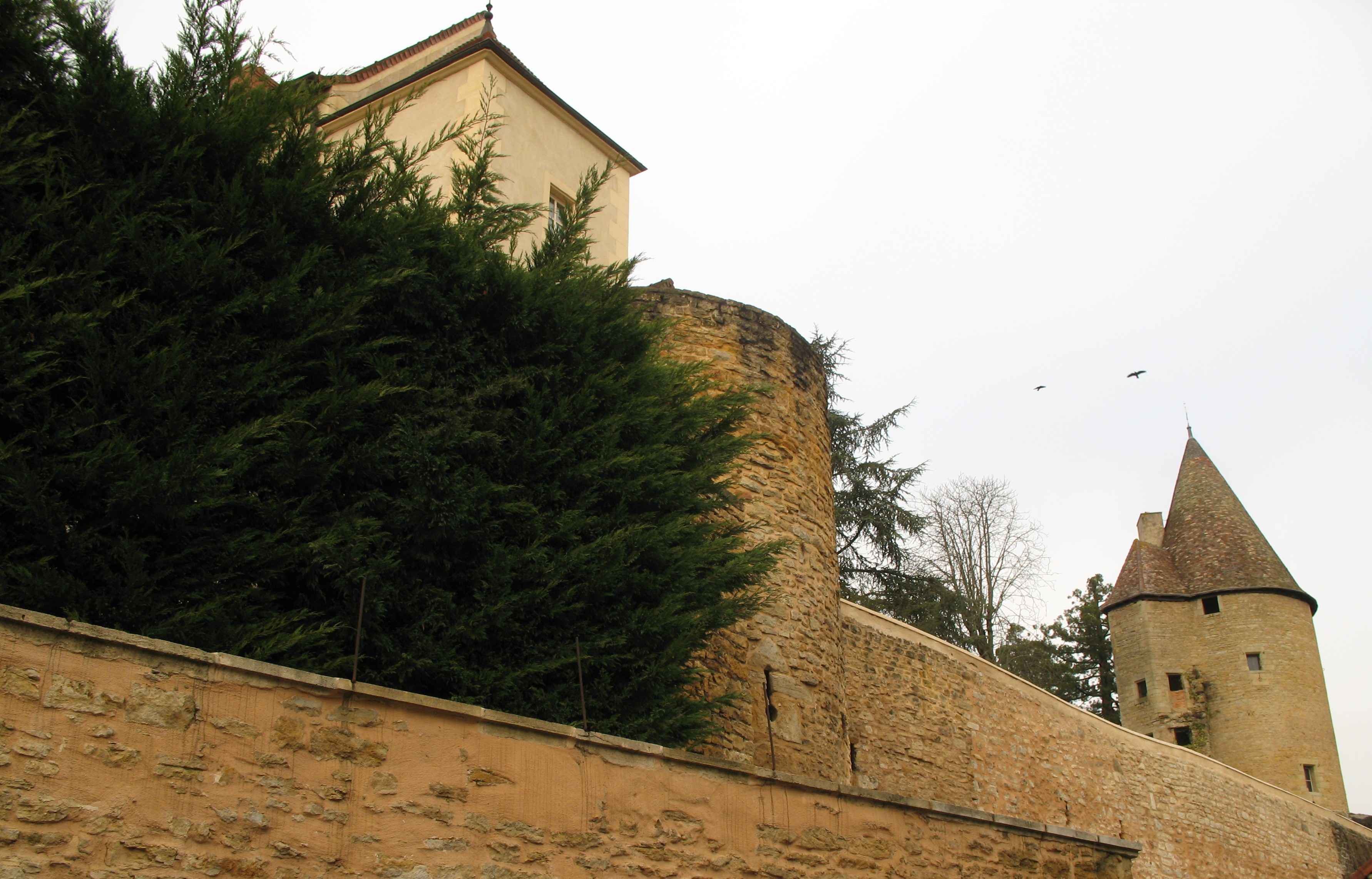
Une partie de l'enceinte.

Jusqu'au rattachement du Charolais au royaume de France en 1761, l'histoire du château se confond avec celle du bourg de Charolles qui s'est développé entre l'église Saint-Nizier située à la pointe de l'éperon et le château qui barrait l'accès nord-est.
En 1237, Hugue IV, duc de Bourgogne, fait l'acquisition de toutes les possessions situées à l'ouest de la Saône du comte de Chalon, Jean. En 1239, Hugue IV rend hommage pour le château et la châtellenie de Charolles  au roi de France Louis IX.
Entre 1310 et 1317, Jean de Clermont, comte de Charolais, passe pour avoir rebâti le château et l'avoir pourvu de neuf tours.
Vers 1420, Marguerite de Bavière, veuve de Jean sans Peur, fait renforcer la forteresse. Le 8 septembre 1434, le duc Philippe le Bon fait une halte au château de Charolles avant de repartir pour Mâcon lors de la campagne qu'il dirige à la tête de son armée pour chasser les troupes du Dauphin, le futur Charles VII qui avaient investis la région.
Au milieu du XVe siècle, afin de résister à un siège d'artillerie on réalise des fausses-braies que flanquent des boulevards. En 1460, on en renforce l'entrée principale. Entre 1471 et 1474 est édifiée la tour des Archives dite du Téméraire. le château dispose pour sa défense de pièces d'artillerie ainsi que des arbalètes.
Après le rattachement en 1493 du comté du Charollais aux possessions des Hasbourgs, par le traité de Senlis, le château n'est plus entretenu.
À la fin du XVIe siècle, après les troubles de la Ligue, le château est alors complètement ruiné. Il sert de prison au XVIIe siècle d'où il était assez facile de s'évader compte tenu du mauvais état général des murs. En 1694 le logis brûle ; le bailli Duhautoy fait alors édifier à sa place un pavillon haut de deux étages et des écuries et procède à la réparation des murailles. En 1705, c'est la grosse tour qui s'effondre. Un plan du château levé en 1763 le montre en complète ruine et une partie de son emprise est occupée par des jardins et des chènevière.
En 1771, Louis XV aliène ce qu'il en reste au procureur du roi au bailliage, Pierre-François Bernigaud de Cerrecy ; la tour des Archives est exclue de la vente et reste au Domaine royal. Le nouveau propriétaire rabaisse ce qui reste des murailles et érige le corps de logis qui est encore visible aujourd'hui. À la Révolution française il ne subsistait du château que deux tours.
En 1867, les descendants du précédent vendent, pour 30 000 francs, l'ensemble à la municipalité, qui y installe l'Hôtel de Ville.

## Description

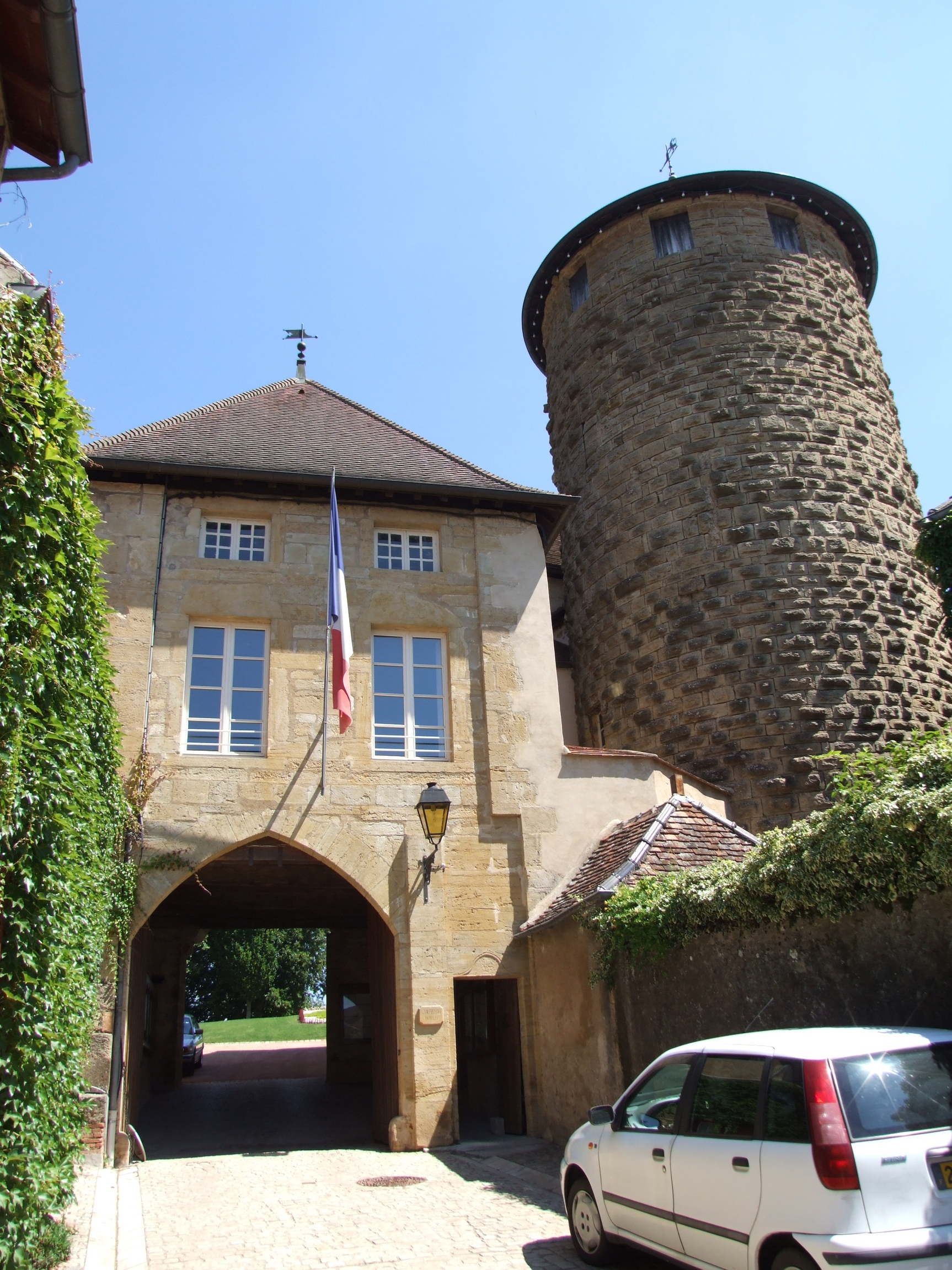
La Tour à diamant et la tour-porche.

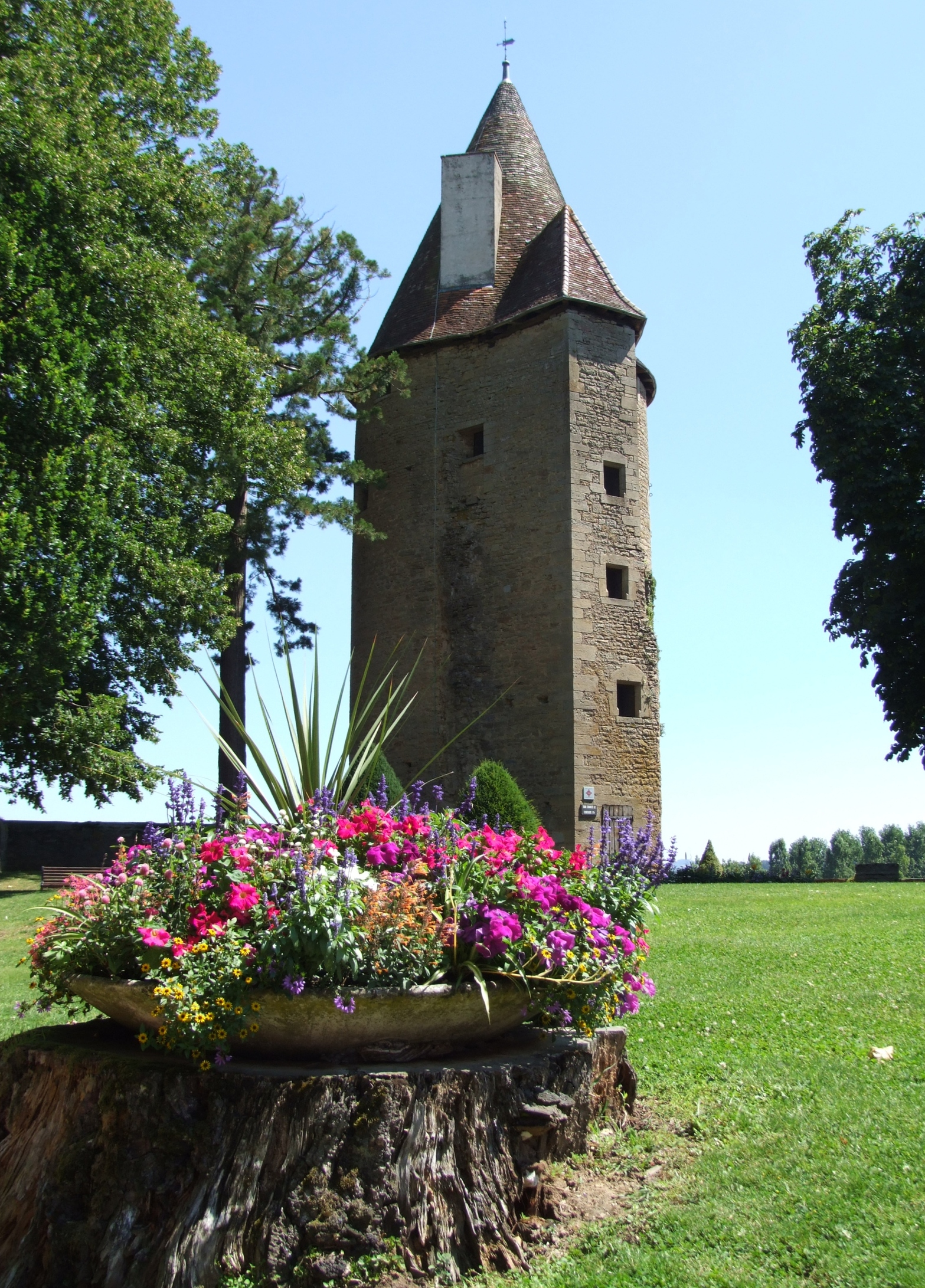
La tour des Archives dite de Charles le Téméraire.

L'enceinte du château, de plan hémicirculaire, se dégage à peine des maisons qui, depuis le XVIe siècle, ont été bâties contre ses murailles.
On pénètre dans l'esplanade du château du côté sud par une tour-porche haute de deux niveaux percée à l'avant par une porte charretière en arc brisé et d'une porte piétonne rectangulaire et à l'arrière par une grande porte en arc surbaissé. Est accolé à cette dernière, à l'ouest, une haute tour circulaire dite la tour des Diamants à cause de son parement réalisé en pierres à bossages taillées en forme de diamants. Coiffée d'une toiture aplatie, elle a la particularité d'être complètement aveugle et sa défense se faisait à son sommet par un hourd auquel on accédait par les grandes ouvertures rectangulaires percées à la partie supérieure que l'on observe aujourd'hui. Elle sert d’appui à un bâtiment formé d'un corps principal et d'une courte aile en retour d'équerre et flanqué d'un petit pavillon carré.

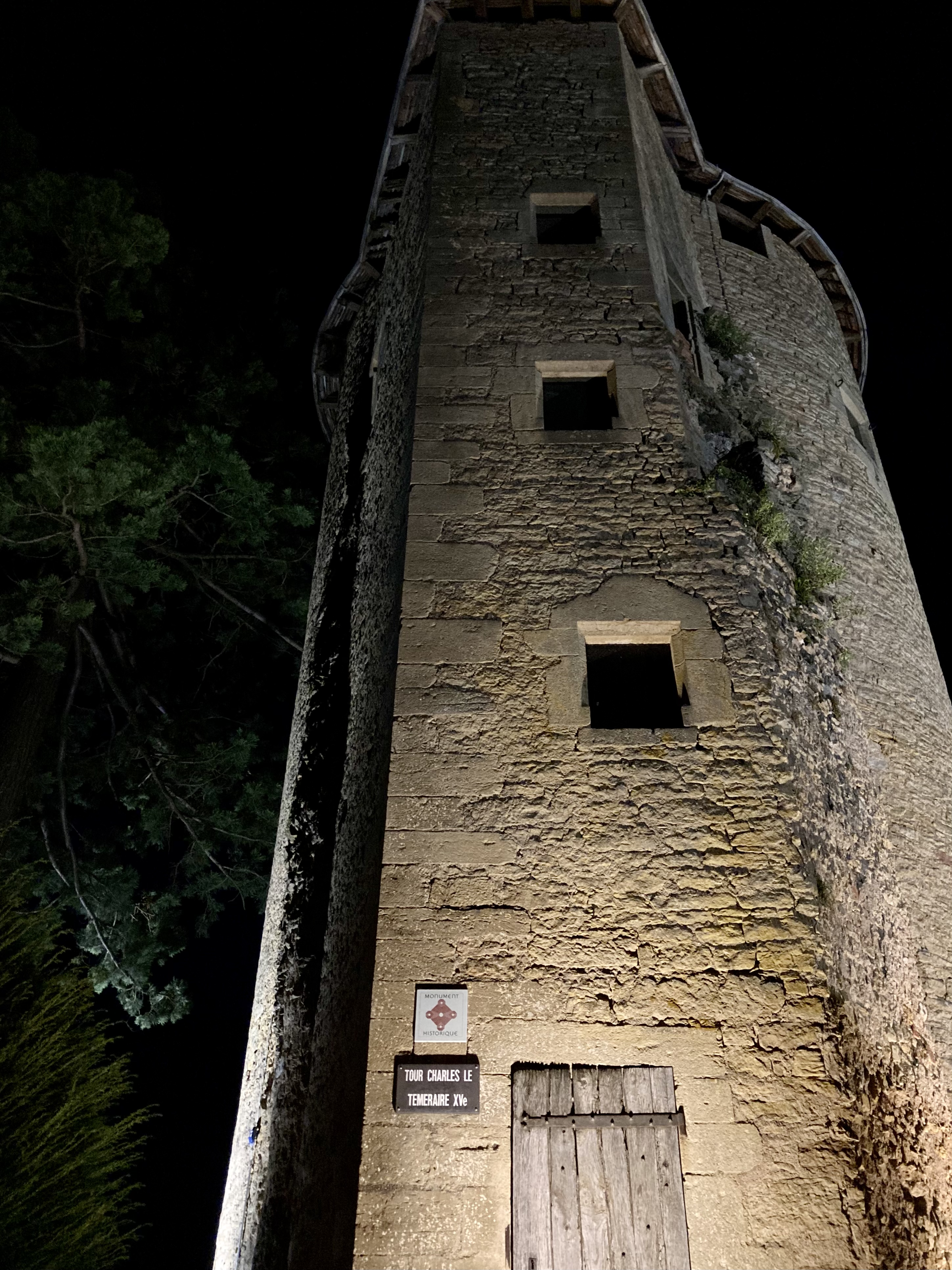
La tourelle d’escalier de la tour des Archives.

À la pointe est de l'éperon se trouve une seconde tour circulaire à laquelle et accostée côté cour une tourelle à quatre pans renfermant un escalier à vis : c'est la « tour des Archives », dite du Téméraire, édifiée entre 1471 et 1474. Haute de cinq niveaux elle est défendue par des archères-canonnières. On peut observer sur celle-ci, sur son mur sud-ouest, les traces d'arrachement de la courtine qui avait à cet endroit une épaisseur de deux mètres environ. Une troisième tour arasée, en forme de fer à cheval, flanque le côté nord. Elle est également défendue par des archères-canonnières.
Une description de 1358 nous le décrit ainsi. Il comporte alors deux portes d'entrées, « une première et une seconde, ferrées d'un millier de gros clous et précédées d'un pont-levis. Un grenier était édifié entre le cellier et la saule de la Grande Tour. » Quant à la Tour Ronde, elle est mantelée. On trouve également une cuisine, un four, des celliers (un grand et un petit), un puits couvert par une arche et des prisons. Sont mentionnées également des chambres : celle du portier et la chambre haute dite de Monseigneur, du Bailli, du poillailler, des Comptes, au Comte. Les murs sont réparés ainsi que les créneaux qui sont garnis d'échiffes. Aux archives départementales de Côte-d'Or, des sources manuscrites font état de plusieurs tours : la tour du Colombier ; la Grosse tour ; la tour de la Garde-Robe ; la tour Boussue où Bonerre, dans laquelle il y avait les prisons ; la tour Saule ; la Grande tour carrée. Il est fait mention de la chapelle Sainte-Catherine, de l'auditoire du bailli et des étables dont une à chevaux. 
Au milieu de la cour centrale du château s'élevait une chapelle dédié à saint Pierre ; l'espace est aujourd'hui occupé par un jardin public (accès libre).

## Protection
Le château fait l’objet d’une inscription partielle au titre des monuments historiques par arrêté du 29 octobre 1926.